# Kapplandsgatan

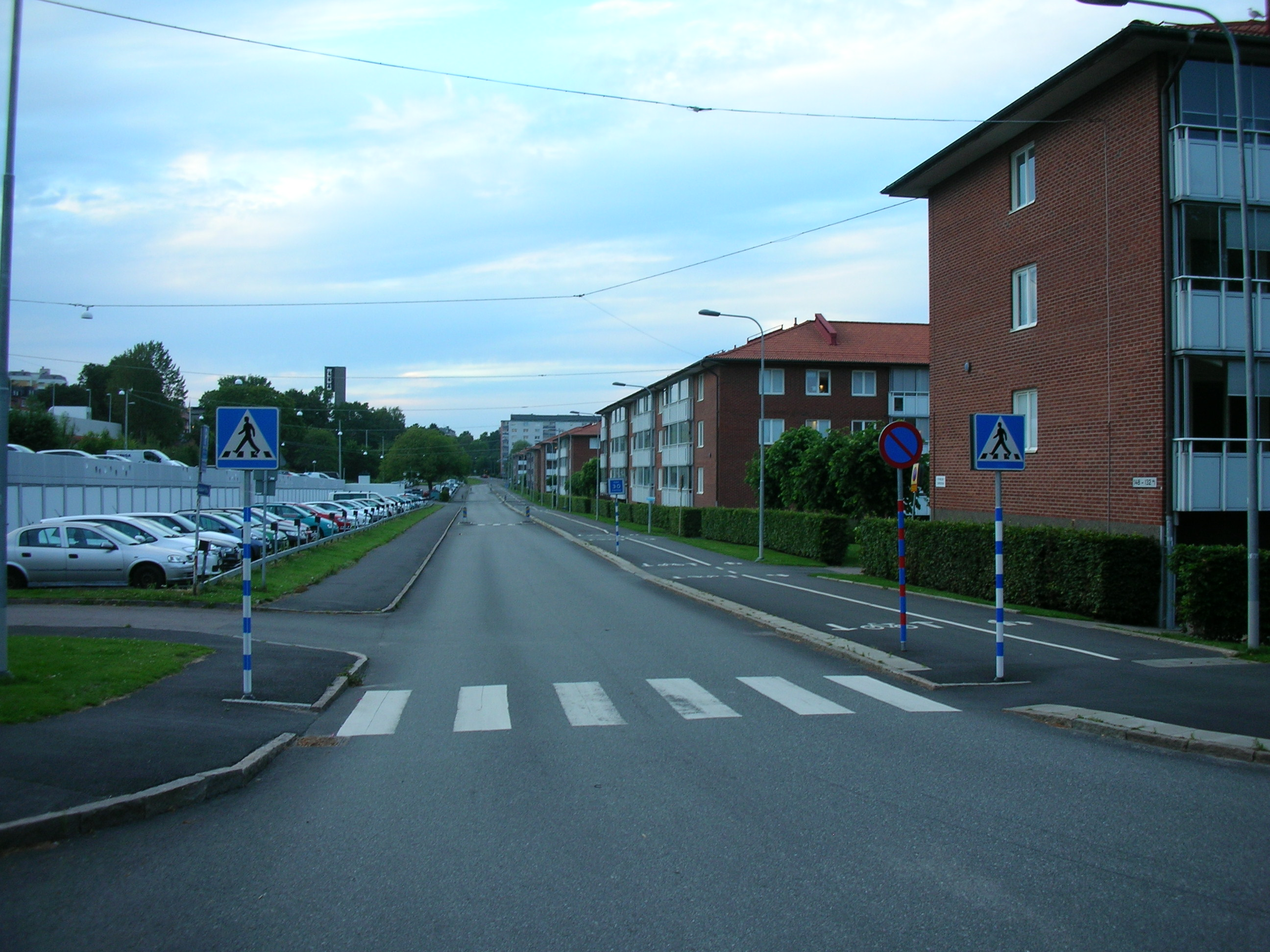
Kapplandsgatan sedd från dess södra ände där den möter Tunnlandsgatan.

Kapplandsgatan är belägen i sydvästra Göteborg, i stadsdelen Högsbo. Gatan kännetecknas av de röda 3-våningshusen som är bostadsrätter. Axel Dahlströms torg är närmsta serviceställe, men även vid Marklandsgatan finns pizzeria, frisör, matbutik, djuraffär, bensinstation, bageri, grill med mera. Vid södra änden av gatan ligger Högsbo sjukhus. Närmaste hållplats för spårvagn och stombuss är Axel Dahlströms torg, därnäst Marklandsgatan. För södra änden av Kapplandsgatan är Lantmilsgatan en lämplig spårvagnshållplats, alternativt busshållplatsen Tvärhandsgatan.

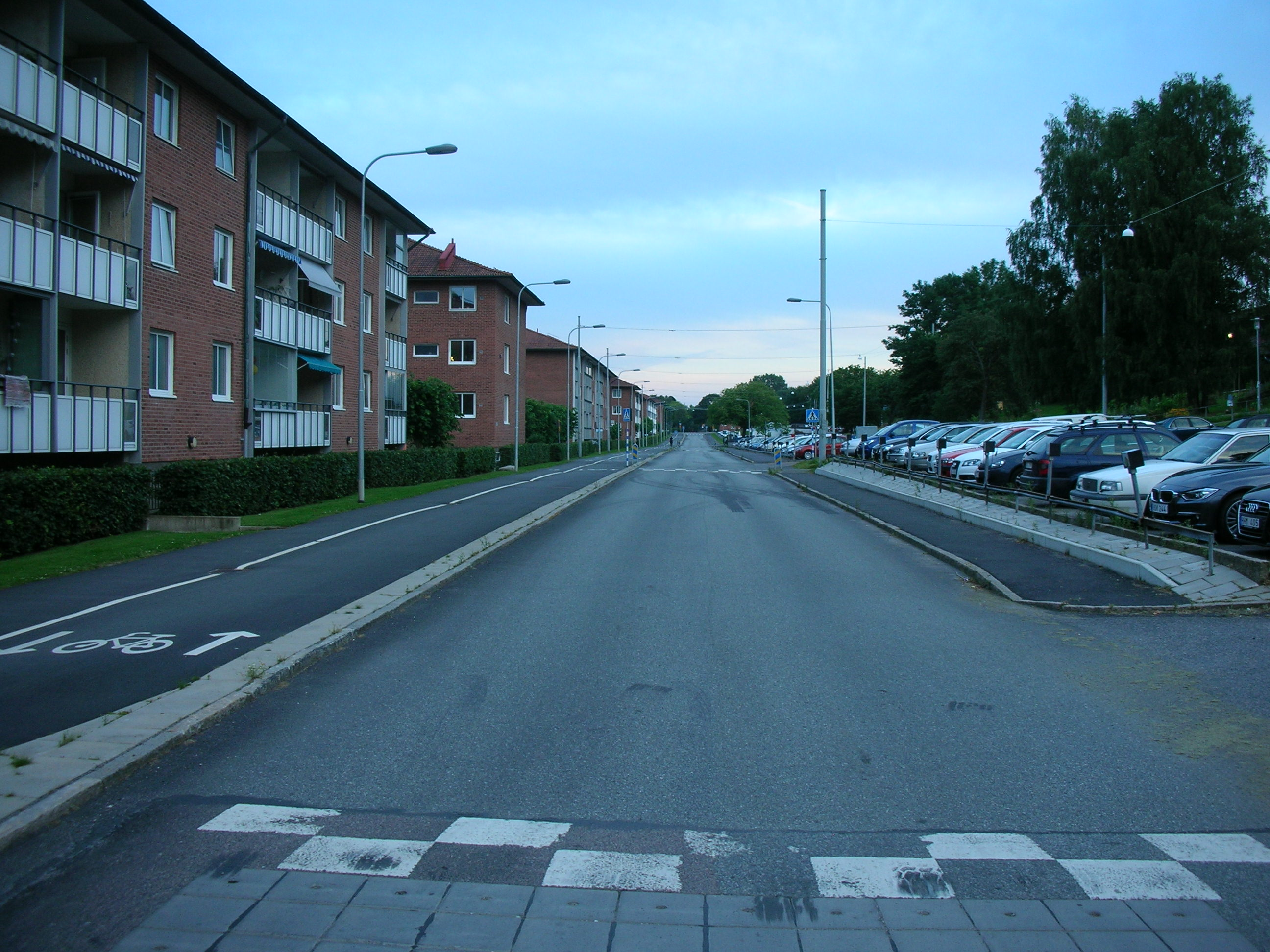
Kapplandsgatan sedd från dess början.